# باشگاه فوتبال اتحاد خمیسات
باشگاه فوتبال اتحاد خمیسات (عربی: اتحاد الخميسات) یک باشگاه فوتبال در شهر خمیسات، مراکش است.
این باشگاه که در سال ۱۹۴۰ تأسیس شده سابقه یک نای قهرمانی در لیگ دسته اول فوتبال مراکش را در کارنامه دارد. 